# جيمس سميث (ضابط)
جيمس سميث (بالإنجليزية: James Thomas Smith)‏ (و. 1908 – 1990 م) هو ضابط، من الولايات المتحدة الأمريكية، توفي عن عمر يناهز 82 عاماً.

## الخدمة العسكرية
خدم في بحرية الولايات المتحدة.

## جوائز
حصل على جوائز منها:
- ميدالية النجمة البرونزية
- وسام القلب الأرجواني
- ستار سيلفر.